# 海丰镇
海丰镇，是中华人民共和国黑龙江省绥化市望奎县下辖的一个乡镇级行政单位。

## 行政区划
海丰镇下辖以下地区：
恭二村、恭三村、八方村、宽二村、宽头村、恭头一村和恭头二村。